# Metropolregion Fort Walton Beach
Die Metropolregion Fort Walton Beach ist eine Metropolregion an der Westküste des US-Bundesstaates Florida. Sie stellt eine durch das Office of Management and Budget definierte Metropolitan Statistical Area (MSA) dar und wird von der Behörde offiziell  Crestview–Fort Walton Beach–Destin, FL Metropolitan Statistical Area genannt. Sie umfasst die Countys Okaloosa und Walton. Die größten Städte des Verdichtungsgebietes sind Crestview, Fort Walton Beach und Destin.
Zum Zeitpunkt der Volkszählung von 2020 hatte das Gebiet 286.973 Einwohner.